# 사쿠라이 히나코
사쿠라이 히나코(일본어: 桜井日奈子, 1997년 4월 2일 ~ )는 일본의 패션 모델, 배우이다.

## 출연

### 텔레비전 드라마
- 그리고, 아무도 없었다 (2016년 7월 17일 ~ 9월 11일, NTV) - 사오리 역
- 더 라스트 캅 (2016년 10월 8일 ~ 12월 10일, NTV) - 미시마 나나코 역

### 영화
- 마멀레이드 보이 (2018년) - 코이시카와 미키 역
- 우이 러브 (2018년) - 하루나 유우 역